# Akropolis-Turnier 2004
Die 18. Auflage des Akropolis-Basketball-Turniers 2004 fand zwischen dem 26. und 28. Juli 2004 in Athen statt. Da an der Olympiahalle angesichts der bevorstehenden Olympischen Spiele Modernisierungsarbeiten vorgenommen wurden, fanden die insgesamt sechs Spiele in der Sporthalle Glyfada im Süden Athens statt.
Neben der gastgebenden griechischen Nationalmannschaft nahmen auch die Nationalmannschaften aus Brasilien und Litauen teil. Das Teilnehmerfeld komplettierte der spätere Olympiazweite Italien.
Zu den Stars des Akropolis-Turniers 2004 gehörten neben den Griechen Dimitrios Diamantidis und Theodoros Papaloukas der Italiener Denis Marconato, Leandro Barbosa aus Brasilien sowie Šarūnas Jasikevičius, Arvydas Macijauskas, Ramūnas Šiškauskas und Darius Songaila aus Litauen.
Als MVP des Turniers wurde der Grieche Nikolaos Chatzivrettas ausgezeichnet.

## Begegnungen
| 26. Juli 2004 | Litauen      | 88 - 67  | Italien   |
| 26. Juli 2004 | Griechenland | 105 - 61 | Brasilien |
| 27. Juli 2004 | Litauen      | 110 - 93 | Brasilien |
| 27. Juli 2004 | Griechenland | 70 - 71  | Italien   |
| 28. Juli 2004 | Italien      | 83 - 76  | Brasilien |
| 28. Juli 2004 | Griechenland | 65 - 64  | Litauen   |

## Tabelle
| Rang | Land         | Punkte | Körbe   |
| ---- | ------------ | ------ | ------- |
| 1    | Litauen      | 5      | 262-225 |
| 2    | Griechenland | 5      | 240-196 |
| 3    | Italien      | 5      | 221-234 |
| 4    | Brasilien    | 3      | 230-298 |